# (21562) Chrismessick
(21562) Chrismessick (1998 QZ94) – planetoida z grupy pasa głównego asteroid okrążająca Słońce w ciągu 4,17 lat w średniej odległości 2,59 j.a. Odkryta 19 sierpnia 1998 roku.